# فهرست قنات‌های شهرستان زرند
جدول زیر بر اساس آمار وزارت جهاد کشاورزی تهیه شده است. فهرست زیر قنات‌های شهرستان زرند در استان کرمان را نشان می‌دهد.
| نام قنات    | موقعیت                       | نزدیک‌ترین روستا | طول قنات (متر) | تعداد میله چاه | عمق مادر چاه | دبی (لیتر بر ثانیه) | سطح زیر کشت (هکتار) |
| ----------- | ---------------------------- | --------------- | -------------- | -------------- | ------------ | ------------------- | ------------------- |
| آب چکوئیه   | بخش مرکزی شهرستان زرند       | هنجروئیه        | ۱۵۰            | ۸              | ۱۰           | ۱۰                  | ۵                   |
| ابسر        | بخش مرکزی شهرستان زرند       | سربنان          | ۵۰۰            | ۳۷             | ۱۵           | ۱۲                  | ۱۷                  |
| اسفندزار    | بخش مرکزی شهرستان زرند       | سربنان          | ۱۰۰            | ۸              | ۱۰           | ۷                   | ۴                   |
| اسلام‌آباد   | بخش مرکزی شهرستان زرند       | اسلام‌آباد       | ۶۰             | ۱۰             | ۱۰           | ۳                   | ۲                   |
| باب استان   | بخش مرکزی شهرستان زرند       | سربنان          | ۳۰۰۰           | ۳۰۰            | ۱۲           | ۱۰                  | ۱۲                  |
| باب تنگل    | بخش مرکزی شهرستان زرند       | سربنان          | ۶۰             | ۳              | ۲            | ۱۰                  | ۱۰                  |
| بنان بالا   | بخش مرکزی شهرستان زرند       | بنان بالا       | ۱۰۰            | ۱۰             | ۷            | ۱۳                  | ۱۴                  |
| بنان پائین  | بخش مرکزی شهرستان زرند       | بنان پائین      | ۷۵             | ۱۵             | ۷            | ۱۳                  | ۱۵                  |
| ته سوخته    | بخش مرکزی شهرستان زرند       | ته سوخته        | ۳۵             | ۷              | ۵            | ۸                   | ۱۰                  |
| حسن کوچک    | بخش مرکزی شهرستان زرند       | ده حسن کوچک     | ۲۵             | ۵              | ۵            | ۲                   | ۳                   |
| حسین‌آباد    | بخش مرکزی شهرستان زرند       | حسین‌آباد        | ۷۰             | ۱۰             | ۵            | ۳                   | ۳                   |
| خانوک       | بخش مرکزی شهرستان زرند       | خانوک           | ۳۰۰            | ۰              | ۰            | ۴                   | ۴                   |
| خمرود       | بخش مرکزی شهرستان زرند       | خمرود           | ۵۰             | ۱۰             | ۷            | ۱۵                  | ۱۷                  |
| دارخونی     | بخش مرکزی شهرستان زرند       | سربنان          | ۵۰             | ۷              | ۸            | ۷                   | ۵                   |
| درسیرو      | بخش مرکزی شهرستان زرند       | درسیرو          | ۴۰             | ۵              | ۷            | ۶                   | ۴٫۵                 |
| ده آهنگران  | بخش مرکزی شهرستان زرند       | سربنان          | ۵۰۰            | ۲۵             | ۲۰           | ۵                   | ۵٫۵                 |
| ده احمدی    | بخش مرکزی شهرستان زرند       | سربنان          | ۹۰۰            | ۵۰             | ۲۰           | ۱۰                  | ۱۰                  |
| ده بابو     | بخش مرکزی شهرستان زرند       | ده بابو         | ۸۰             | ۸              | ۵            | ۴                   | ۵                   |
| ده جلال     | بخش مرکزی شهرستان زرند       | ده جلال         | ۵۰             | ۱۰             | ۶            | ۱۰                  | ۱۱                  |
| ده جلال     | بخش مرکزی شهرستان زرند       | هنجروئیه        | ۶۰             | ۴              | ۵            | ۴                   | ۴                   |
| ده شیخ      | بخش مرکزی شهرستان زرند       | سربنان          | ۲۵۰            | ۱۲             | ۱۱           | ۱۰                  | ۱۲                  |
| ده علیرضا   | بخش مرکزی شهرستان زرند       | سربنان          | ۱۰۰۰           | ۱۰۰            | ۱۸           | ۳                   | ۳                   |
| ده قربان    | بخش مرکزی شهرستان زرند       | قربان شاه       | ۳۰             | ۶              | ۳            | ۲                   | ۲٫۵                 |
| ده محمدمومن | بخش مرکزی شهرستان زرند       | ده محمدمومن     | ۵۰             | ۱۰             | ۴            | ۰٫۵                 | ۰٫۵                 |
| ده چنار     | بخش مرکزی شهرستان زرند       | ده چنار         | ۲۰۰            | ۲۰             | ۱۰           | ۲                   | ۱٫۵                 |
| ده کربلائی  | بخش مرکزی شهرستان زرند       | ده کربلائی      | ۱۵۰            | ۱۵             | ۱۰           | ۲                   | ۲٫۵                 |
| دهزوئیه     | بخش مرکزی شهرستان زرند       | سربنان          | ۷۰۰            | ۳۵             | ۲۵           | ۷                   | ۸                   |
| دهنو علیا   | بخش مرکزی شهرستان زرند       | دهنو علیا       | ۴۰             | ۷              | ۵            | ۵                   | ۵                   |
| دهنوئیه     | بخش مرکزی شهرستان زرند       | دهنوئیه         | ۳۰             | ۶              | ۶            | ۲٫۵                 | ۲٫۵                 |
| دولاب       | بخش مرکزی شهرستان زرند       | دشتخاک          | ۳۰۰            | ۳۰             | ۷            | ۲۵                  | ۲۵                  |
| زارجوئیه    | بخش مرکزی شهرستان زرند       | زارجوئیه        | ۱۰             | ۲              | ۵            | ۳                   | ۲٫۵                 |
| زهدر        | بخش مرکزی شهرستان زرند       | زهدر            | ۱۰۰            | ۱۰             | ۶            | ۵                   | ۵                   |
| سرخ بید     | بخش مرکزی شهرستان زرند       | سربنان          | ۱۵۰۰           | ۲۷             | ۲۵           | ۵                   | ۷                   |
| سرخ بید     | بخش مرکزی شهرستان زرند       | سرخ بید         | ۴۰             | ۱۰             | ۵            | ۱۰                  | ۸                   |
| سرخ بید     | بخش مرکزی شهرستان زرند       | سرخ بید         | ۴۰             | ۷              | ۵            | ۱۲                  | ۱۰                  |
| عین‌آباد     | بخش مرکزی شهرستان زرند       | سربنان          | ۲۰۰۰           | ۵۰             | ۱۵           | ۲۵                  | ۲۰                  |
| فتح‌آباد     | بخش مرکزی شهرستان زرند       | سربنان          | ۱۵۰۰           | ۷۵             | ۲۰           | ۱۰                  | ۱۰                  |
| محمدآباد    | بخش مرکزی شهرستان زرند       | باب دوری        | ۲۵             | ۶              | ۴            | ۴                   | ۵                   |
| نامعلوم     | بخشی نامعلوم در شهرستان زرند | نامعلوم         | ۰              | ۰              | ۰            | ۰                   | ۰                   |
| هشتادان     | بخش مرکزی شهرستان زرند       | جرجافک          | ۲۵۰            | ۱۷             | ۲۰           | ۸                   | ۸                   |
| چشم سفید    | بخش مرکزی شهرستان زرند       | چشم سفید        | ۱۵۰            | ۳۰             | ۱۰           | ۴                   | ۳٫۵                 |
| کریکو       | بخش مرکزی شهرستان زرند       | کریکو           | ۴۵             | ۹              | ۵            | ۷                   | ۵                   |
| کریکو سفلی  | بخش مرکزی شهرستان زرند       | کریکو سفلی      | ۷۰             | ۱۰             | ۵            | ۶                   | ۶                   |
| کهنوج       | بخش مرکزی شهرستان زرند       | سربنان          | ۱۲۰۰           | ۱۱۰            | ۵۰           | ۲۵                  | ۲۵                  |
| گنجتکر      | بخش مرکزی شهرستان زرند       | سربنان          | ۵۰             | ۳              | ۳            | ۲                   | ۲                   |
| گنج‌آباد     | بخش مرکزی شهرستان زرند       | سربنان          | ۱۲۰۰           | ۶۰             | ۵۰           | ۲                   | ۲                   |
| گودبطنی     | بخش مرکزی شهرستان زرند       | هنجروئیه        | ۲۰۰            | ۸              | ۱۰           | ۶                   | ۲                   |
| گودوئیه     | بخش مرکزی شهرستان زرند       | گودوئیه         | ۱۰۰            | ۲۰             | ۶            | ۱                   | ۰٫۵                 |
| گیرآباد     | بخش مرکزی شهرستان زرند       | گیرآباد         | ۳۵             | ۵              | ۶            | ۵                   | ۵                   |
| گیسک        | بخش مرکزی شهرستان زرند       | سربنان          | ۲۰۰            | ۶              | ۱۲           | ۱۵                  | ۱۵                  |